# Aglája (keresztnév)
Az Aglája (Ἀγλαΐα) görög eredetű női név. A görög mitológiában szereplő három Grácia egyikének a nevére vezethető vissza. Jelentése: tündöklő.

## Gyakorisága
Az 1990-es években igen ritkán fordult elő. A 2000-es és a 2010-es években sem szerepelt a 100 leggyakrabban adott női név között.
A teljes népességre vonatkozóan az Aglája sem a 2000-es, sem a 2010-es években nem szerepelt a 100 leggyakrabban viselt női név között.>

## Névnapok
- január 1.[2]
- május 14.[2]

## Híres Agláják
- Aglaja Veteranyi
- Szerényi Aglája Erzsébet (1912-2004) zenetanárnő